# Adriana Molinari
Pour les articles homonymes, voir Taylor et Alex Taylor (homonymie).
Alex Taylor (née Adriana Molinari) est une actrice de films pornographiques américaine née le 26 novembre 1967 à Buenos Aires (Argentine). Elle fut Miss New Hampshire 1991 et Penthouse Pet en août 1994.

## Biographie
Alex Taylor travailla essentiellement comme actrice pour la compagnie Vivid Entertainment entre 1998 et 2004. Elle réside à Orlando en Floride et n’est plus active dans l’industrie cinématographique pour adultes.
Née en 1967 en Argentine, elle a immigré aux États-Unis en 1982. Elle eut son diplôme secondaire en 1986 à Hampton dans le New Hampshire. Elle remporta le concours de Miss New Hampshire USA en 1991 ce qui lui valut de participer au concours de Miss USA la même année à Wichita dans le Kansas. Son titre de Miss New Hampshire lui a été retiré après la découverte qu’elle avait travaillé dans l’industrie pornographique.
En août 1994, Alex Taylor fut la Penthouse Pet et elle apparut 30 fois dans le magazine. Elle tourna aussi bien dans des scènes hétérosexuelles que dans des scènes lesbiennes.

## Récompenses
- Miss New Hampshire USA 1991
- Penthouse Pet août 1994

## Filmographie sélective
- Big Girls Are Sexy 2 (2013)
- Deep Inside Celeste (2004)
- A Girl's Affair 60 (2001)
- Where the Boys Aren't 13 (2000)
- Where the Boys Aren't 12 (2000)
- Penthouse Girls of the Zodiac (1999)